# Klein Borstel (metrostation)
Klein Borstel is een metrostation in het stadsdeel Ohlsdorf van de Duitse stad Hamburg. Het station werd geopend op 25 mei 1925 en wordt bediend door lijn U1 van de metro van Hamburg.